# Grand prix Jacques-Herbrand
Ne pas confondre avec le prix Herbrand en preuve assistée par ordinateur.
Le grand prix Jacques-Herbrand est un prix pour jeunes chercheurs (moins de 35 ans) de l'Académie des sciences, créé en 1996 et décerné par depuis 1998. Depuis  2003 il est attribué alternativement  en mathématiques et en physique, puis à nouveau dans les deux disciplines depuis 2022. Il est doté de 15 000 euros puis 8 000 euros par discipline à compter de 2023 et est nommé en l'honneur de Jacques Herbrand. Il est attribué à de jeunes chercheurs « dont les travaux auront été jugés utiles au progrès des sciences mathématiques respectivement physiques ou de leurs applications pacifiques ».

## Liste des lauréats
- 1998 : Loïc Merel, mathématiques,  Franck Ferrari, physique
- 1999 : Laurent Manivel, mathématiques, Brahim Lounis, physique
- 2000 : Albert Cohen, mathématiques, Philippe Bouyer, physique
- 2001 : Laurent Lafforgue, mathématiques, Yvan Castin, physique
- 2002 : Christophe Breuil, mathématiques, Pascal Salière, physique
- 2003 : Wendelin Werner, mathématiques
- 2004 : Nikita Nekrasov (en), physique
- 2005 : Franck Barthe, mathématiques
- 2006 : Maxime Dahan, physique
- 2007 : Cédric Villani, mathématiques
- 2008 : Lucien Besombes, physique
- 2009 : Artur Ávila, mathématiques
- 2010 : Julie Grollier, physique
- 2011 : Nalini Anantharaman, mathématiques
- 2012 : Patrice Bertet, physique
- 2013 : David Hernandez, mathématiques
- 2014 : Aleksandra Walczak, physique[2]
- 2015 : Cyril Houdayer, mathématiques[3]
- 2016 : Yasmine Amhis, chargée de recherche au CNRS au laboratoire de l’accélérateur linéaire à Orsay[4]
- 2017 : Hugo Duminil-Copin, professeur de mathématiques à l'université de Genève et à l'IHES[5]
- 2018 : Alexei Chepelianskii, chercheur au laboratoire de physique des solides à l’université Paris-Sud à Orsay[6].
- 2019 : Nicolas Curien, professeur au département de mathématiques à l’université Paris-Sud à Orsay[7]
- 2020 : Basile Gallet, chercheur CEA au Service de physique de l'état condensé - SPEC (CEA/CNRS)[8].
- 2021 : Olivier Benoist, chargé de recherche CNRS au Département de mathématiques et applications (DMA, École normale supérieure-PSL – CNRS)
- 2022 : Igor Ferrier-Barbut et Emmanuel Flurin, physique
- 2023 : Kestutis Cesnavicius, chargé de recherche du CNRS au Laboratoire de mathématiques d’Orsay et Vivian Poulin-Détolle, chargé de recherche CNRS au Laboratoire univers et particules de Montpellier (CNRS/Université de Montpellier)[9]
- 2024 : Omar Mohsen, maître de conférences à l'université Paris-Saclay (mathématiques)[10] et Guillaume Michel, maître de conférences à Sorbonne Université (physique)[11]